# Kosuriće
Kosuriće település Szerbiában, a Raškai körzet Novi Pazar községében.

## Népességváltozás
- 1948-ban 324 lakosa volt.
- 1953-ban 348 lakosa volt.
- 1961-ben 388 lakosa volt.
- 1971-ben 360 lakosa volt.
- 1981-ben 289 lakosa volt.
- 1991-ben 188 lakosa volt.
- 2002-ben 125 lakosa volt, akik közül 124 szerb (99,2%) és 1 bolgár (0,8%)4.